# Stromberg – Der Film
Stromberg – Der Film ist eine deutsche Filmkomödie von Arne Feldhusen aus dem Jahr 2014. Sie wurde durch ein im Dezember 2011 initiiertes Crowdfunding-Projekt und durch deutsche Filmförderungen finanziert. Die Premiere fand am 18. Februar 2014 im Cinedom in Köln statt, der Kinostart folgte zwei Tage später. Der Film führt die Handlung der fünfstaffligen Fernsehserie Stromberg fort.

## Handlung
Die Unternehmensgründung der Capitol-Versicherung jährt sich zum 50. Mal, eine Jubiläumsfeier steht an. Die Konzernleitung lädt die gesamte Belegschaft in ein Landhotel in Botzenburg ein. Stromberg beschließt, dass seine Abteilung Schadensregulierung nicht an der Feier teilnimmt. Wie die meisten Kollegen hat auch Berthold „Ernie“ Heisterkamp, mittlerweile Strombergs Stellvertreter, für diese Entscheidung kein Verständnis, da er sich „für die Zentrale beworben“ hat. Daraufhin kommt es zu einem ersten Machtkampf zwischen den beiden. Vom Hausmeister erfährt Stromberg später zufällig, dass bei der Capitol demnächst massive Stellenkürzungen geplant sind und der Standort Köln geschlossen werden soll. Dies löst bei ihm Zukunftsangst aus, weshalb er beschließt, nun doch zur Feier zu fahren, um sich selbst eine rettende Stelle in der Zentrale zu sichern.
Die gesamte Abteilung u. a. mit Stromberg, „Ernie“, Jennifer, Ulf und Tanja inklusive ihres Pflegesohns Marvin macht sich auf den Weg nach Botzenburg. Ein dafür beim Unternehmen „Happy Tours“ aus Finsdorf angemieteter Reisebus trifft verspätet ein. Der übellaunige und stark übermüdete Busfahrer zieht sich bei einer Pause nach einer Auseinandersetzung mit Stromberg wegen der defekten Bustoilette auf die Rückbank zurück und schläft dort ein. Um nicht unpünktlich in Botzenburg einzutreffen, übernimmt Stromberg unter Ernies heftigem Protest kurzerhand das Steuer und bringt die nun wieder gut gelaunte Belegschaft ans Ziel. Wegen Strombergs mangelhafter Planung findet dieser im ausgebuchten Hotel schließlich nur noch Unterschlupf in Ernies Zimmer. Der Ausflug ist geprägt von einem Machtkampf zwischen Stromberg und Ernie, bei dem Stromberg sich schließlich durchsetzt. Sogar beim Personalvorstand Klinkhammer, dem er bei der Ankunft im Hotel erstmals begegnet und zunächst durch rassistische und sexistische Äußerungen negativ auffällt, macht er später durch seine Entertainer-Fähigkeiten einen guten Eindruck. Er rettet den langweiligen Galaabend, indem er gegen Frau Berkels einfallslosen Capitol-Werbeclip einen selbstgedrehten satirischen Film über die Capitol präsentiert und einen eilig komponierten Gassenhauer (Lass das mal den Papa machen.) zum Besten gibt. Klinkhammer bietet Stromberg eine Stelle in der Zentrale an, um jemanden zu haben, der die Massenentlassungen in der „Sprache des Volkes“ verkünden kann.
Spontan verschafft Klinkhammer Stromberg einen eigenen Dienstwagen sowie eine Einladung zur „Vorstands-Party“ nach der eigentlichen Veranstaltung in einem abgelegenen Landhaus. Stromberg fährt zusammen mit Jennifer zur Party. Diese stellt sich jedoch als Orgie der männlichen Vorstandsmitglieder mit Prostituierten heraus, die Stromberg wegen seiner neu entflammten Liebe zu Jennifer wieder verlässt. Damit beginnt eine Reihe von Ereignissen: Klinkhammer ist enttäuscht von Stromberg und lässt ihm den Schlüssel für den Dienstwagen wieder entziehen. Kurz darauf erhält Stromberg seine fristlose Kündigung, die er zum Anlass nimmt, den anderen Mitarbeitern vorzeitig von den geplanten Massenentlassungen zu berichten. Daraus entsteht eine Protestbewegung gegen die Capitol, der sich immer mehr Angestellte anschließen und die sogar großes mediales Echo findet. Im Zuge der Bewegung wird Stromberg als Anführer hervorgehoben und gar bundesweit zum Symbol gegen den Kapitalismus stilisiert.
Der Film endet damit, dass Stromberg eine nicht näher benannte, aber anscheinend hohe Position bei der SPD innehat. Im Willy-Brandt-Haus in Berlin angekommen, wird er von Frank-Walter Steinmeier begrüßt. Anschließend gibt er Interviews und kommentiert dies damit, dass er nun „ganz oben“ sei.

## Hintergrund

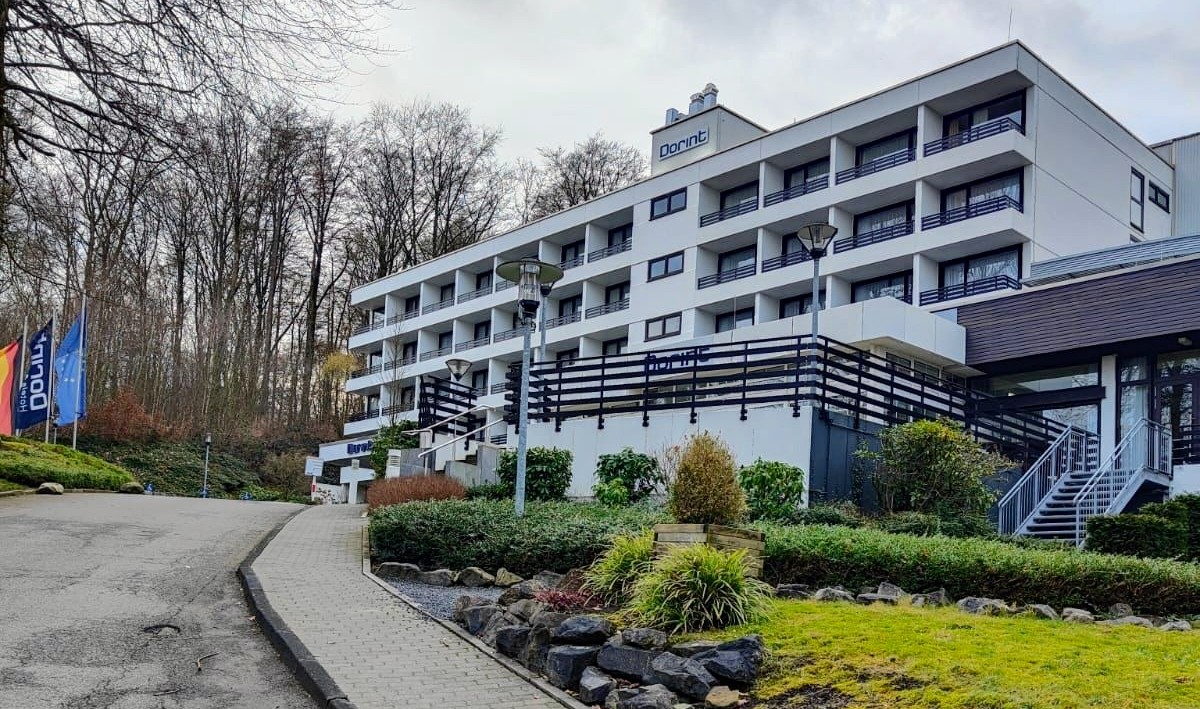
Das Dorint Hotel in Arnsberg, 2022

Im Dezember 2011 wurde für den geplanten Kinofilm zur ProSieben-Serie Stromberg Geld über ein Crowdfunding-Projekt gesammelt. Innerhalb einer Woche kamen so von 3000 Spendern eine Million Euro der insgesamt 3,3 Millionen Euro Produktionskosten zusammen. Als Drehbuchautor und Produzent fungierte wie bereits bei der Serie Ralf Husmann. Die Dreharbeiten begannen am 19. Februar 2013 in Köln und dauerten bis April 2013, Kinostart war am 20. Februar 2014. Die Szenen am und im Hotel wurden im  Dorint Hotel & Sportresort Arnsberg/Sauerland im Arnsberger Stadtteil Neheim gedreht. 
Das Schloss Garath im Süden von Düsseldorf diente als Landhaus für die „Vorstandsparty“. 
Für den Soundtrack des Films nahm Christoph Maria Herbst das Lied Lass das mal den Papa machen. auf, das von Husmann und Stefan Raab geschrieben wurde. Das Lied erschien am 14. Februar 2014 als Single und erreichte die deutschen Singlecharts.

## Einspielergebnis
Mitte März 2014 überschritt der Film die Millionen-Grenze an Kinozuschauern. Ab diesem Zeitpunkt erwirtschaftete der Film Gewinn, und Brainpool zahlte je gekaufter Kinokarte 50 Cent Gewinn an die Crowdfunding-Investoren aus. Es wurden im Oktober 2014 insgesamt 1.169.607 Euro an die Anleger ausgeschüttet, sodass innerhalb des mehrjährigen Zeitraums eine Gesamtrendite des eingesetzten Kapitals von knapp 17 % erzielt werden konnte. Außerdem erhielten die Investoren noch eine vom Hauptdarsteller Christoph Maria Herbst signierte DVD. Bis Dezember 2014 stieg die Zahl der Kinobesucher auf 1,3 Millionen.
Bei Produktionskosten von 3,3 Millionen Euro spielte Stromberg – Der Film umgerechnet etwa 10,5 Millionen Euro ($14,524,912) ein.

## Rezeption
- Im Tagesspiegel lobte Jan Schulz-Ojala den Humor des Films, die Leistung Bjarne Mädels und dass man den Film ohne Vorkenntnis der Serie verstehe.[17]
- Daniel Kothenschulte gab in der Frankfurter Rundschau eine positive Kritik ab, die hervorhebt, dass der Film ein neues Publikum erreiche.[18]
- Marcus Wessel von Programmkino.de lobte das Zusammenspiel des Drehbuchautors Ralf Husmann, des Hauptdarstellers Christoph Maria Herbst und des Regisseurs Arne Feldhusen. Dadurch würden keine Zweifel aufkommen, dass die Serie Stromberg als Kinofilm funktioniere.[19]
- Sebastian Gebert sieht seine durch die Serie in die Höhe getriebenen Erwartungen an den Film bestätigt. Der Streifen sei jedoch nicht nur etwas für Stromberg-Fans, sondern für alle, „die mal wieder im Kino lachen wollen“.[20]
- Kim Reichard lobt, dass Stromberg wieder einmal in vielen Momenten glänzen konnte, merkt aber an, dass eine Vorkenntnis der Serie das Filmerlebnis steigern würde.[21]

## Fortsetzung
Im Dezember 2024 wurde bekanntgegeben, dass mit Stromberg – Wieder alles wie immer ein weiterer Kinofilm produziert werden soll. Die Dreharbeiten begannen Anfang 2025, der Kinostart ist für den 4. Dezember 2025 geplant. Produziert wird der Film von MadeFor Film in Zusammenarbeit mit Prime Video und SevenPictures.

## Auszeichnungen und Nominierungen
Bayerischer Filmpreis 2014
- Publikumspreis für Arne Feldhusen